# آلفونزو ئی. بل جونیور
الفونزو ادوارد بل جونیور (.Alphonzo Edward Bell, Jr)‏ (زادهٔ ۱۹ سپتامبر ۱۹۱۴ درگذشتهٔ ۲۵ آوریل ۲۰۰۴)، عضو جمهوری‌خواه مجلس نمایندگان ایالات متحده از ایالت کالیفرنیا بود. بل از ۱۹۶۱ تا ۱۹۷۷ میلادی برای هشت دوره از ملیبو و منطقه تأثیرگذار غربی لس آنجلس در مجلس نمایندگان آمریکا نمایندگی کرد.

## خانواده و اوایل زندگی

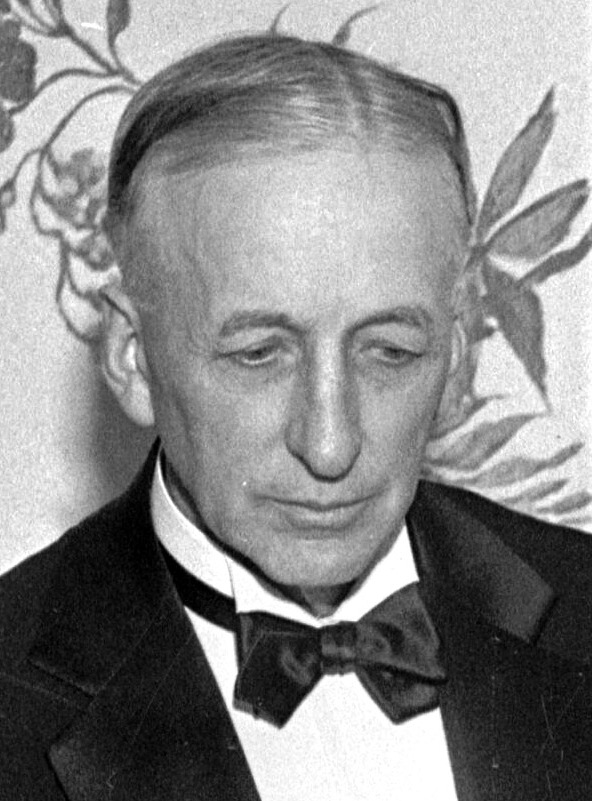
الفونزو ادوارد بل جونیور 1927 الی 1939

ال بل، نامی که در میان دوستانش به آن معروف بود، یکی از فرزندان خانواده پیشگام مزرعه‌دار، دارای شرکت روغن و توسعه املاک و مستغلات بود، خانواده‌ای که نام آن بر چندین منطقه، بل، بل گاردنز و بل-ایر در جنوب کالیفرنیا گذاشته شده‌است. پدر وی الفونزو، از سود شرکت روغن خود برای بهبود جوامع جنوبی کالیفرنیا استفاده کرد، از جمله بخش‌های از وست‌وود، بورلی هیلز، پسیفیک پلسیدس و بل-ایر.
بل جوان در ملک و مزرعه پدر خود واقع در شمال لس آنجلس که یک زمین بزرگ و نظام گسیخته و متشکل از مناطقی بود که حالا معروف به بل ایر و پسیفیک پلسیدس هستند، بزرگ شد. یکی از دوستان نزدیک دوران کودکی و همراه وی در اسب سواری، ویل راجرز جونیور نام داشت، کسی که پدرش مالک یک مزرعه بزرگ درست در شمال مزرعه خانواده بل بود.
بیل آموزش خود را در اوایل دهه ۱۹۳۰ میلادی در مدرسه ویب در کالیفرنیا آغاز کرد. وی به تحصیلات خود ادامه داده و مدرک علوم سیاسی را در ۱۹۳۸ میلادی از کالج اکسیدنتال بدست آورد و پس از خدمت در نیروهای هوایی ارتش ایالات متحده در جنگ جهانی دوم (از ۱۹۴۲ تا ۱۹۴۵)، بل به کسب‌وکار خانوادگی روغن ملحق شده و از ۱۹۴۷ تا ۱۹۵۹ میلادی به عنوان رئیس شرکت خدمت کرد. بل که نیز یک مزرعه‌دار و دامدار بزرگ بود، شرکت روغن را در ۱۹۷۵ میلادی فروخت.

## حرفه سیاسی و خدمات عمومی

### حزب جمهوری‌خواه کالیفرنیایی
بل برای نخستین بار در اواسط دهه ۱۹۵۰ میلادی وارد حوزه سیاست شده و در چندین سمت در حزب جمهوری‌خواه کار کرد.
وی به عنوان رئیس کمیته مرکزی جمهوری‌خواه در شهرستان لس آنجلس، رئیس کمیته ایالتی مرکزی جمهوری‌خواه در کالیفرنیا و به عنوان عضو کمیته ملی جمهوری‌خواه خدمت کرد.
هرچند سیاست مدار محبوب وی که در اصل الهام بخش وی برای ورود به حوزه خدمات عمومی بود، رئیس‌جمهور فرانکلین روزولت بود، اما وی زمانی که دانشجوی کالج بود از دموکرات‌ها جدا شد و بعدتر به عنوان یک جمهوری‌خواه خود را ثبت نام نموده و در انتخابات ریاست جمهوری ۱۹۵۲ به‌طور فعالانه از ژنرال دوایت آیزنهاورDwight D. Eisenhower)) حمایت کرد.
بل از ۱۹۵۶ تا ۱۹۵۹ میلادی به عنوان رئیس کمیته ایالتی مرکزی جمهوری‌خواه در کالیفرنیا و از ۱۹۵۶ تا ۱۹۵۹ میلادی به عنوان عضو کمیته ملی جمهوری‌خواه خدمت نمود.

### کنگره ایالات متحده
بیل در ۱۹۶۰ میلادی به عنوان عضو جمهوری‌خواه در هشتاد و هفتمین دور کنگره ایالات متحده انتخاب گردید، او برای هفت دور بعدی کنگره مجدداً انتخاب شده و از ۳ ژانویه ۱۹۶۱ تا ۳ ژانویه ۱۹۷۷ خدمت نمود.
هنگام حضور در کنگره از یک حوزه انتخابیه گسترده – در آن زمان حوزه ۲۸ام، اما پس از ناحیه‌بندی مجدد حوزه ۲۷ام – نمایندگی می‌کرد، حوزه‌ای که در امتداد ساحل کالیفرنیا از ملیبو گرفته تا شبه‌جزیره پالوس وردس پینینسولا واقع شده و شامل تمامی یا بخش‌های از سنتا مونیکا، پسیفیک پلسیدس، برنت‌وود، بل-ایر و لس آنجلس غربی بود. با وجود اینکه این حوزه که در آن زمان یک دژ مستحکم جمهوری‌خواه پنداشته می‌شد، اما تنها ۴۰ تا ۴۹٪ رأی دهنده جمهوری‌خواه داشت و حمایت دو حزبی برای رسیدن یک نامزد به سمت دولتی حتمی بود.
در جریان حضور در کنگره، بل در سیاست‌های خارجی و دفاعی بیشتر مواضع محافظه‌کارانه داشت – وی در جریان سه دوره ریاست جمهوری از جنگ ویتنام پشتیبانی کرد – اما، در رابطه با مسائل داخلی مانند قوانین باز مسکن و سایر قوانین مرتبط با حقوق مدنی و همچنین مسائل زیست‌محیطی و حفاظت از محیط زیست و سیاست آموزشی و اصلاحات، بل معمولاً مواضع میانه تا لیبرال اتخاذ می‌کرد.
برخی‌ها عضو کنگره ال بیل را یک سیاستمدار محافظه‌کار و برخی‌های دیگر وی را یک میانه‌روی می‌دانستند. مطالعه‌ای که رالف نیدر پیرامون سابقه رأی‌دهی بیل در ۱۹۷۲ میلادی انجام داد، می‌گوید: «به مشکل می‌توان گفت که وی چگونه سیاستمداری است. وی در بیشتر موارد، به‌ویژه قوانین مرتبط با اقتصادی، به سوی محافظه‌کاری گرایش دارد. اما زمانی که صحبت از مسائل مردمی می‌شود، به‌ویژه مسائل مرتبط با جوامع ستمدیده آمریکایی، بیل یک لیبرال است».
این عضو مجلس باری خود را به عنوان یک فرد «میان‌رو» توصیف نموده و اظهار داشت که وی براساس اصول و با در نظر داشت ویژگی‌های یک موضوع رأی خواهد داد، نه مصلحت سیاسی. وی به یک ستون‌نویس روزنامه لس آنجلس تایمز در ۱۹۷۰ میلادی گفت، «یک میانه‌رو باید بیشتر مطالعه کند. یک سیاستمدار راست یا چپ افراطی ضرورت نمی‌بیند تا بیشتر کار یا تفکر کند – چون او می‌داند که از چه چیزی طرفداری می‌کند و مخالف چه چیزی است. یک میانه‌رو باید به‌طور جداگانه روی هر مسئله با در نظر داشت ویژگی‌های آن تصمیم بگیرد».
به عنوان یکی از اعضای برجسته کمیته علوم و ستاره‌شناسی و کمیته آموزش و کار مجلس نمایندگان، وی حمایت هر دو حزب را برای کارهای خود در مورد لایحه‌های گوناگون کسب کرد، از جمله قانون آمریکایی کهن‌سالتر، قانون آموزش ابتدایی و ثانوی، قانون توسعه مسکن و شهری ۱۹۶۸ و همچنین قوانین برای بهبود استانداردهای کار، ایمنی کارگران، امتیازات کهنه‌سربازان و برنامه‌های محافظت از محیط زیست و حراست از اکوسیستم و حیات وحش.
بل در جریان مدت خدمت خود در کنگره از تمامی قوانین بزرگ مرتبط با حقوق مدنی حمایت نموده و اکثراً روی موارد خاص با حزب خود که معمولاً با اینچنین لوایح مخالفت می‌کردند کار می‌کرد، وی یکی از نخستین دادخواهان قانونی شد که در نهایت به قانون حقوق مدنی ۱۹۶۴ مبدل گردید. از آنجا که تصویب این لایحه مستلزم حمایت هر دو حزب بود و بخاطر خنثی سازی مخالفت دموکرات‌ها، حمایت حزب جمهوری‌خواه نیز لازم بود، بل با کمک در راستای در جمع‌آوری رأی لازم از سوی جمهوری‌خواهان، نقشی بزرگی در راستای تصویب قانون مدنی ایفا نمود. در جریان این کار، وی از نزدیک با کلارنس میچل جونیور از انجمن ملی پیشرفت رنگین‌پوستان (NAACP) کار نموده و با وی دوست شخصی شد. در جریان راه‌پیمایی به سوی واشینگتن برای کار و آزادی در ۱۹۶۳، او و میچل کنار هم با مارتین لوتر کینگ جونیور راه رفتند و هنگامی که کینگ سخنرانی مشهور «رؤیایی دارم» خود را ایراد می‌کرد، این دو نفر با نشانده شدن در عقب میز خطابه و در پیشروی بنای یادبود لینکلن مورد تقدیر قرار گرفتند.
بل بعدها در مورد تصویب قانون تاریخی ۱۹۶۴ چنین نوشت: «من افتخار می‌کنم که از همان آغاز از قانون حقوق مدنی حمایت کردم. این لایحه‌ای بود که هدفِ فرصت مساوی برای همه مردم را به آغوش می‌کشید. ائتلاف قانون‌گذران باعث شد تا یک معنی واحد از عدالت و برابری در زندگی آمریکایی شکل گیرد. این اجماع بر مبنای اصل پذیرفتنی عدم تبعیض میان افراد صرف نظر از نژاد، دین، قومیت یا جنسیت آنها، استوار بود».

### شهرت در زادگاه وی کالیفرنیا
بل که یک فرد ثروتمند، خونسرد، دوستانه، خوش سیما و مؤدب بود، هنگام رجوع به نمایندگان هر دو حزب برای کسب آرای آنها هیچ مشکلی نداشت و او توانست انتخابات مقدماتی جمهوری‌خواه برای کرسی کنگره را با حاشیه ۵۰٪ در مقابل ۱۲٪ از رقیب خود برنده شود. در جریان انتخابات‌ها، وی از حمایت سیاسی طیف گسترده‌ای از احزاب مختلف لذت می‌برد، مثلاً وی در نخستین نامزدی خود برای کرسی کنگره از سوی بانوی نخست پیشین النور روزولت و فرماندار آینده کالیفرنیا و رئیس‌جمهوری آینده ایالات متحده رونالد ریگان حمایت گردید، رونالد ریگان حتی در همان اوایل در ۱۹۶۰ میلادی که یک دموکرات اسمی بود به عنوان رئیس کمیته‌ای که خود تحت نام «دموکرات‌ها برای ال بل» سازماندهی نموده بود خدمت می‌کرد. در اواخر حرفه سیاسی خود، زمانی که وی برای کرسی مجلس سنای ایالات متحده در ۱۹۷۶ میلادی نامزد شد، بل از سوی هم شهردار لس آنجلس تام برادلی و هم از سوی بازیگر/کارگردان مشهور جان وین حمایت سیاسی گردید.
با این همه، عضو کنگره بل هرگز نتوانست تا از این شهرت و سابقه طولانی خدمت عمومی خود برای برنده شدن در سمت‌های بلند حکومتی استفاده نماید. وی دو بار برای راهیابی به سمت‌های بلندتر حکومتی سعی کرد – نامزد شدن برای کرسی مجلس سنا بجای جان وی. تونی از کالیفرنیا در ۱۹۷۶ میلادی و پیش از آن تلاش برای جانشینی متصدی شهرداری لس آنجلس سام یورتی در ۱۹۶۹ میلادی. هرچند یورتی در ۱۹۶۹ میلادی در سمت خود باقی ماند، اما بعدتر – تاحدی بخاطر حمایت بل از رقیب وی – در انتخابات بعدی شهرداری توسط تام برادلی مغلوب گردید؛ و برادلی در نهایت توسط اس.آی. هایاکاوا در ۱۹۷۶ میلادی شکست داده شد، کسی که در انتخابات مقدماتی جمهوری‌خواهان بل را شکست داده بود. بخاطر نامزد شدن در انتخابات مقدماتی مجلس سنا، بل در انتخابات ۱۹۷۶ مجلس نمایندگان خود را نامزد نکرده بود.